# Hermetins
Els hermetins (Hermetiinae) són una subfamília de dípters braquícers de la familia Stratiomyidae.

## Taxonomia
La subfamília Hermetiinar inclou 6 gèneres:
- Apisomyia Woodley & Lessard, 2018
- Chaetohermetia Lindner, 1929
- Chaetosargus Roder, 1894
- Hermetia Latreille, 1804
- Notohermetia James, 1950
- Patagiomyia Lindner, 1933